# Городенківський ліцей імені Антона Крушельницького
Городенківська гімназія імені Антона Крушельницького — загальноосвітній навчальний заклад міста Городенка заснований 1909 р., як гімназія товариства «Рідна Школа». Відновив свою діяльність в 1991 р.

## Історія
Під час відзначення 100-річчя від дня народження Т.Шевченка навесні 1914 року Городенківську Українську приватну гімназію «Рідна школа» було названо іменем Т.Шевченка. Таку назву вона мала до ліквідації її після 17 вересня 1939 року. На її базі створено Городенківську СШ № 1.

## Відродження гімназії
Відродження гімназії як окремого навчального закладу відбулося в 1992 році.

## Пов'язані особи

### Директори
- Корнило Полянський (1909—1911)
- Іван Прийма (1911)
- Антін Крушельницький (1911—1919)
- Остап Світлик (1919)
- Клавдій Білинський
- Михайло Навроцький
- Михайло Бараник (1924—1927)
- С. Федів (1927—1929)
- Онуфрій Яківчик (1929—1939)

- О. Юрковський (1991—1992, куратор гімназійних класів)
- В. Вишинський (1992—2003)
- М. Заліщук (2003—2015)
- М. Олексин (2015-)

### Вчителі
- Федір Замора
- Василь Костащук

### Учні
- Василій Величковський
- Ольга Плешкан
- Дмитро Рудик
- Ярослав Хомів
- Олександра Копач
- Михайло Колодзінський